# Dan Frischman
Daniel "Dan" Frischman (Whippany, 23 de abril de 1959) é um ator, comediante, diretor, escritor, compositor, ventríloquo e mágico americano. Ele é mais conhecido por interpretar Chris Potter no seriado Kenan e Kel (1996-2000) da Nickelodeon e Arvid Engen no seriado Head of the Class (1986-1991) da ABC. Ele é conhecido por interpretar  "geeks" e "nerds" socialmente ineptos.
Sua data de nascimento é freqüentemente listada como 1964, pois no início de sua carreira como ator, o agente de Frischman o encorajou a mentir a idade, para interpretar papéis mais ativos, como os de adolescentes.

## Biografia
Antes de atuar na televisão, Frischman trabalhou como mágico e mestre de cerimônias em Los Angeles sob pseudônimo de "O Grande Houdanny" (em inglês:  The Great Houdanny), uma referência a Harry Houdini.
Ele trouxe sua marca de comédia stand-up para seus shows de magia, fazendo um contrato popular em meados da década de 80, e até hoje continua fazendo seus shows. Frischman se apresentou em jantares, festas de aniversários infantis, eventos de caridade, entre outros. Ele é membro vitalício do The Magic Castle, clube noturno que pertence à Academia de Artes Mágicas em Hollywood. Em 2009, ele lançou seu primeiro livro, intitulado Jackson & Jenks, Master Magicians, sobre dois garotos que desejam se tornar ilusionistas.
Ele participou do filme cult Get Crazy em 1983, interpretando Joey, um assistente de palco tipicamente nerd (e virgem) que finalmente consegue ficar com a garota. Também em 1983, ele estrelou o segmento "Coisas que Seus Pais Costumavam Dizer" do filme Good-bye, Cruel World. Frischman apareceu nesses dois trabalhos ao lado de seu colega de quarto, o comediante Andrew J. Lederer, que desempenhou papéis menores. Frischman e Lederer também apareceram juntos como dois dos "Schlongini Cantores" na comédia de terror Wacko.
Entre 1986 e 1991, Frischman interpretou Arvid Engen, um nerd do ensino médio e cientista iniciante na série Head of the Class, da ABC. Apesar de interpretar um adolescente, Frischman tinha 27 anos quando a série começou e 32 quando a concluiu. Já entre 1996 e 2000, ele interpretou  Chris Potter no seriado  Kenan & Kel, da Nickelodeon. Seu personagem era o dono da mercearia "Rigby's" e chefe de Kenan Rockmore (Kenan Thompson)..
Frischman também fez participações em séries como St. Elsewhere, Melrose Place e Seinfeld. Entre 2013 e 2014, ele dirigiu três episódios do seriado Sam & Cat.
Frischman também é um grande amigo de Dan Schneider e Brian Robbins, com quem vem trabalhando junto desde que participaram de Head of the Class. Ele é co-proprietário de uma empresa de produção que já fez vários projetos para a Nickelodeon, junto com Robbins.

## Vida pessoal
Frischman anunciou em sua página do Facebook em 2019 que havia descoberto recentemente uma filha biológica, Emily, agora com cerca de 30 anos, e um neto Roy. Frischman namorou brevemente a mãe de Emily quando ele tinha 22 anos. Ele perdeu contato com ela, sem saber que ela estava grávida e que mais tarde ela colocou seu bebê para adoção. Frischman soube da existência de sua filha em janeiro de 2019 por meio do site de testes de DNA 23andMe. Ele logo a conheceu junto com seu marido Neil e seu filho Roy, descrevendo-os como "uma bela nova família com a qual estou construindo um relacionamento".

## Filmografia
Fonte: 

### Televisão
| Ano        | Título                | Papel                              | Nota                  |
| ---------- | --------------------- | ---------------------------------- | --------------------- |
| 1981; 1989 | It's a Living         | Frankie                            | 3 episódios           |
| 1982       | The Facts of Life     | Carl 'Rocky' Price                 | 1 episódio            |
| 1982       | Making the Grade      |                                    | 1 episódio            |
| 1982       | Newhart               | Agente funerário                   | 1 episódio            |
| 1982       | Archie Bunker's Place | Mime                               | 1 episódio            |
| 1983       | Voyagers!             | Garçom                             | 1 episódio            |
| 1984       | Double Trouble        | Walter                             | 1 episódio            |
| 1985       | Alice                 | Lester                             | 1 episódio            |
| 1985       | Brothers              | Froggy                             | 1 episódio            |
| 1985       | Webster               | Skippy                             | 1 episódio            |
| 1986       | The Paper Chase       |                                    | 1 episódio            |
| 1986       | St. Elsewhere         | Técnico                            | 1 episódio            |
| 1986–1991  | Head of the Class     | Arvid Engen                        | 114 episódios         |
| 1989       | It'z Fritz            |                                    | 1 episódio            |
| 1994       | Melrose Place         | Funcionário do registro do condado | 1 episódio            |
| 1994       | Seinfeld              | Rapaz no telefone                  | 1 episódio            |
| 1996–2000  | Kenan & Kel           | Chris Potter                       | 62 episódios          |
| 2007       | Passions              | Funcionário do controle de animais | 1 episódio            |
| 2013–2014  | Sam & Cat             |                                    | Diretor (3 episódios) |

### Filmes
Fonte: 
| Ano  | Título                            | Papel             | Nota                                              |
| ---- | --------------------------------- | ----------------- | ------------------------------------------------- |
| 1981 | Straight at Ya                    | Waldo             | Curta-metragem                                    |
| 1982 | Wacko                             | Schlongini Cantor |                                                   |
| 1983 | Good-bye Cruel World              |                   | segmento: "Coisas que Seus Pais Costumavam Dizer" |
| 1983 | Get Crazy                         | Joey              |                                                   |
| 1995 | Mickey: Reelin' Through the Years |                   | Telefilme                                         |
| 2003 | Masked and Anonymous              | Eddie Quicksand   |                                                   |
| 2003 | Lessons for an Assassin           | Dr. Legoy         |                                                   |
| 2007 | The Trip                          | Dr. Friedman      | Curta-metragem                                    |
| 2007 | Hard Four                         | Bernie Yak        |                                                   |
| 2010 | Tramps and Ramblers               | Kenny             | Telefilme                                         |

## Teatro
Fonte: 
| Peça                         | Local                   |
| ---------------------------- | ----------------------- |
| Theatre Barcalounger         | Theatre East            |
| Abouth Faith                 | Beverly Hills Playhouse |
| Illya Darling                | Skylight Theatre        |
| Twilight of the Golds        | Matrix Theatre          |
| Auditioning For Romeo        | Beverly Hills Playhouse |
| Leonce and Lena              | Stages Theatre          |
| Bleacher Bums                | Century City Playhouse  |
| Little Shop of Horrors       | Filmore Theatre         |
| Shangai Heart                | déjà vu Theatre         |
| The Owl and and the Pussycat | Penn Center Theatre     |

Shows de comédia
- The Comedy Store
- The Improvisation
- The Laugh Factory
- The Comic Strip